# Världscupen i alpin skidåkning 1969/1970
Världscupen i alpin skidåkning 1969/1970 inleddes 10 december 1969 i Val d'Isère och avslutades 14 mars 1970 i Voss för damerna och 20 mars 1970 i Heavenly Valley för herrarna. Vinnare av totala världscupen blev Michèle Jacot och Karl Schranz.

## Tävlingskalender

### Herrar
| Lopp | Datum            | Plats                                          | Tävling    | Etta             | Tvåa                 | Trea              |
| 1    | 11 december 1969 | Val d'Isère, Frankrike                         | storslalom | Gustav Thöni     | Patrick Russel       | Jean-Noël Augert  |
| 2    | 14 december 1969 | Val d'Isère, Frankrike                         | störtlopp  | Malcolm Milne    | Jean-Daniel Dätwyler | Karl Schranz      |
| 3    | 20 december 1969 | Lienz, Österrike                               | storslalom | Patrick Russel   | Gustav Thöni         | Jacob Tischhauser |
| 4    | 21 december 1969 | Lienz, Österrike                               | slalom     | Jean-Noël Augert | Herbert Huber        | Spider Sabich     |
| 5    | 4 januari 1970   | Hindelang, Västtyskland                        | slalom     | Gustav Thöni     | Patrick Russel       | Jean-Noël Augert  |
| 6    | 5 januari 1970   | Adelboden, Schweiz                             | storslalom | Karl Schranz     | Sepp Heckelmiller    | Dumeng Giovanoli  |
| 7    | 10 januari 1970  | Wengen, Schweiz                                | störtlopp  | Henri Duvillard  | Karl Cordin          | Heinrich Messner  |
| 8    | 11 januari 1970  | Wengen, Schweiz                                | slalom     | Patrick Russel   | Dumeng Giovanoli     | Henri Brechu      |
| 9    | 17 januari 1970  | Kitzbühel, Österrike                           | storslalom | Dumeng Giovanoli | Andrzej Bachleda     | Karl Schranz      |
| 10   | 18 januari 1970  | Kitzbühel, Österrike                           | slalom     | Patrick Russel   | Gustav Thöni         | Jean-Noël Augert  |
| 11   | 20 januari 1970  | Kranjska Gora, Jugoslavien                     | storslalom | Dumeng Giovanoli | Patrick Russel       | Georges Mauduit   |
| 12   | 23 januari 1970  | Megève, Frankrike                              | störtlopp  | Karl Schranz     | Heinrich Messner     | Henri Duvillard   |
| 13   | 25 januari 1970  | Megève, Frankrike                              | slalom     | Patrick Russel   | Alain Penz           | Henri Brechu      |
| 14   | 29 januari 1970  | Madonna di Campiglio, Italien                  | storslalom | Gustav Thöni     | Dumeng Giovanoli     | Jean-Noël Augert  |
| 15   | 30 januari 1970  | Madonna di Campiglio, Italien                  | storslalom | Gustav Thöni     | Edmund Bruggmann     | Jean-Noël Augert  |
| 16   | 31 januari 1970  | Madonna di Campiglio, Italien                  | slalom     | Henri Brechu     | Gustav Thöni         | Dumeng Giovanoli  |
| 17   | 1 februari 1970  | Garmisch-Partenkirchen, Västtyskland           | störtlopp  | Karl Schranz     | Karl Cordin          | Franz Vogler      |
| 18   | 8 februari 1970  | Val Gardena, Italien (världsmästerskapen 1970) | slalom     | Jean-Noël Augert | Patrick Russel       | Billy Kidd        |
| 19   | 10 februari 1970 | Val Gardena, Italien (världsmästerskapen 1970) | storslalom | Karl Schranz     | Werner Bleiner       | Dumeng Giovanoli  |
| 20   | 15 februari 1970 | Val Gardena, Italien (världsmästerskapen 1970) | störtlopp  | Bernhard Russi   | Karl Cordin          | Malcolm Milne     |
| 21   | 21 februari 1970 | Jackson Hole, USA                              | störtlopp  | Karl Cordin      | Bernard Orcel        | Henri Duvillard   |
| 22   | 22 februari 1970 | Jackson Hole, USA                              | slalom     | Alain Penz       | Henri Brechu         | Gustav Thöni      |
| 23   | 27 februari 1970 | Vancouver, Kanada                              | storslalom | Alain Penz       | Werner Bleiner       | Patrick Russel    |
| 24   | 28 februari 1970 | Vancouver, Kanada                              | slalom     | Alain Penz       | Gustav Thöni         | Patrick Russel    |
| 25   | 6 mars 1970      | Heavenly Valley, USA                           | slalom     | Alain Penz       | Rick Chaffee         | Heinrich Messner  |
| 26   | 8 mars 1970      | Heavenly Valley, USA                           | storslalom | Patrick Russel   | Werner Bleiner       | Karl Schranz      |
| 27   | 13 mars 1970     | Voss, Norge                                    | storslalom | Werner Bleiner   | Jean-Noël Augert     | Karl Schranz      |
| 28   | 15 mars 1970     | Voss, Norge                                    | slalom     | Patrick Russel   | Jean-Noël Augert     | Henri Brechu      |

Noterbart
Lopp 18, 19 och 20 ingick i världsmästerskapen 1970 i Val Gardena, som också räknades som världscupen. Detta var sista gången som stora mästerskap också räknades som världscupen.

### Damer
| Lopp | Datum            | Plats                                         | Tävling    | Etta                | Tvåa                      | Trea                |
| 1    | 10 december 1969 | Val d'Isère, Frankrike                        | storslalom | Françoise Macchi    | Barbara Ann Cochran       | Michèle Jacot       |
| 2    | 12 december 1969 | Val d'Isère, Frankrike                        | slalom     | Michèle Jacot       | Barbara Ann Cochran       | Florence Steurer    |
| 3    | 19 december 1969 | Lienz, Österrike                              | storslalom | Judy Nagel          | Michèle Jacot             | Barbara Ann Cochran |
| 4    | 20 december 1969 | Lienz, Österrike                              | slalom     | Judy Nagel          | Ingrid Lafforgue          | Bernadette Rauter   |
| 5    | 3 januari 1970   | Oberstaufen, Västtyskland                     | slalom     | Bernadette Rauter   | Isabelle Mir              | Françoise Macchi    |
| 6    | 4 januari 1970   | Oberstaufen, Västtyskland                     | storslalom | Michèle Jacot       | Françoise Macchi          | Barbara Ann Cochran |
| 7    | 6 januari 1970   | Grindelwald, Schweiz                          | slalom     | Michèle Jacot       | Betsy Clifford            | Marilyn Cochran     |
| 8    | 9 januari 1970   | Grindelwald, Schweiz                          | störtlopp  | Isabelle Mir        | Annie Famose              | Florence Steurer    |
| 9    | 13 januari 1970  | Bad Gastein, Österrike                        | slalom     | Ingrid Lafforgue    | Betsy Clifford            | Dominique Mathieux  |
| 10   | 15 januari 1970  | Bad Gastein, Österrike                        | störtlopp  | Isabelle Mir        | Florence Steurer          | Michèle Jacot       |
| 11   | 17 januari 1970  | Maribor, Jugoslavien                          | storslalom | Annemarie Pröll     | Florence Steurer          | Barbara Ann Cochran |
| 12   | 18 januari 1970  | Maribor, Jugoslavien                          | slalom     | Barbara Ann Cochran | Britt Lafforgue           | Bernadette Rauter   |
| 13   | 22 januari 1970  | St. Gervais, Frankrike                        | slalom     | Kiki Cutter         | Ingrid Lafforgue          | Florence Steurer    |
| 14   | 24 januari 1970  | St. Gervais, Frankrike                        | storslalom | Françoise Macchi    | Annemarie Pröll           | Judy Nagel          |
| 15   | 30=Jan-1970      | Garmisch-Partenkirchen, Västtyskland          | störtlopp  | Françoise Macchi    | Wiltrud Drexel            | Michèle Jacot       |
| 16   | 1 februari 1970  | Abetone, Italien                              | storslalom | Britt Lafforgue     | Marie France Jean-Georges | Judy Nagel          |
| 17   | 2 februari 1970  | Abetone, Italien                              | slalom     | Ingrid Lafforgue    | Judy Nagel                | Dominique Mathieux  |
| 18   | 11 februari 1970 | Val Gardena, Italien (världsmästerskapen 1970 | störtlopp  | Annerösli Zryd      | Isabelle Mir              | Annemarie Pröll     |
| 19   | 13 februari 1970 | Val Gardena, Italien (världsmästerskapen 1970 | slalom     | Ingrid Lafforgue    | Barbara Ann Cochran       | Michèle Jacot       |
| 20   | 14 februari 1970 | Val Gardena, Italien (världsmästerskapen 1970 | storslalom | Betsy Clifford      | Ingrid Lafforgue          | Françoise Macchi    |
| 21   | 21 februari 1970 | Jackson Hole, USA                             | störtlopp  | Isabelle Mir        | Annie Famose              | Michèle Jacot       |
| 22   | 22 februari 1970 | Jackson Hole, USA                             | slalom     | Ingrid Lafforgue    | Barbara Ann Cochran       | Betsy Clifford      |
| 23   | 27 februari 1970 | Vancouver, Kanada                             | storslalom | Michèle Jacot       | Barbara Ann Cochran       | Judy Nagel          |
| 24   | 1 mars 1970      | Vancouver, Kanada                             | slalom     | Ingrid Lafforgue    | Britt Lafforgue           | Betsy Clifford      |
| 25   | 12 mars 1970     | Voss, Norge                                   | storslalom | Ingrid Lafforgue    | Wiltrud Drexel            | Annemarie Pröll     |
| 26   | 14 mars 1970     | Voss, Norge                                   | slalom     | Rosi Mittermaier    | Florence Steurer          | Britt Lafforgue     |

Noterbart
Race 18, 19 and 20 ingick i världsmästerskapen 1970 i Val Gardena, som också räknades som världscupen. Detta var sista gången som stora mästerskap också räknades som världscupen.

## Damer
| Placering | Namn                | Land      | Total Poäng | Störtlopp | Storslalom | Slalom |
| --------- | ------------------- | --------- | ----------- | --------- | ---------- | ------ |
| 1         | Michèle Jacot       | Frankrike | 180         | 45        | 70         | 65     |
| 2         | Françoise Macchi    | Frankrike | 145         | 44        | 70         | 31     |
| 3         | Florence Steurer    | Frankrike | 133         | 46        | 37         | 50     |
| 4         | Ingrid Lafforgue    | Frankrike | 132         | 4         | 53         | 75     |
| 5         | Barbara Ann Cochran | USA       | 120         | 0         | 55         | 65     |
| 6         | Jody Nagel          | USA       | 118         | 10        | 55         | 53     |
| 7         | Annemarie Pröll     | Österrike | 110         | 23        | 60         | 27     |
| 8         | Betsy Clifford      | Kanada    | 101         | 5         | 41         | 55     |
| 9         | Isabelle Mir        | Frankrike | 100         | 75        | 0          | 25     |
| 10        | Britt Lafforgue     | Frankrike | 87          | 0         | 32         | 55     |

## Herrar
| Placering | Namn             | Land      | Total Poäng | Störtlopp | Storslalom | Slalom |
| --------- | ---------------- | --------- | ----------- | --------- | ---------- | ------ |
| 1         | Karl Schranz     | Österrike | 148         | 65        | 65         | 18     |
| 2         | Patrick Russel   | Frankrike | 145         | 0         | 70         | 75     |
| 3         | Gustav Thöni     | Italien   | 140         | 0         | 75         | 65     |
| 4         | Jean-Noël Augert | Frankrike | 120         | 0         | 50         | 70     |
| 5         | Alain Penz       | Frankrike | 119         | 0         | 44         | 75     |
| 6         | Dumeng Giovanoli | Schweiz   | 116         | 0         | 70         | 46     |
| 7         | Werner Bleiner   | Österrike | 83          | 0         | 65         | 18     |
| 8         | Henri Duvillard  | Frankrike | 81          | 55        | 11         | 15     |
|           | Heinrich Messner | Österrike | 81          | 35        | 15         | 31     |
| 10        | Karl Cordin      | Österrike | 65          | 65        | 0          | 0      |

### Fotnoter
1. ↑  FIS: Alpine World Cup 1970 men's schedule
2. ↑  FIS: Alpine World Cup 1970 women's schedule